# Zhu Xu
Zhu Xu (朱旭S, Zhū XùP; Shenyang, 15 aprile 1930 – Pechino, 15 settembre 2018) è stato un attore cinese.
In occasione del centenario della nascita dell'industria cinematografica in Cina nel 2005, la China Film Performance Art Academy lo ha inserito nella lista dei "100 migliori attori in 100 anni di cinema cinese".

## Filmografia parziale
- Il re delle maschere (Biànliǎn), regia di Wu Tianming (1996)
- La doccia (Xǐzǎo), regia di Zhang Yang (1999)